# Frank Jarvis
Frank Washington Jarvis (California, 31 de agosto de 1878 - Sewickley, 2 de junho de 1933) foi um velocista e campeão olímpico norte-americano.
Jarvis, campeão das 100 jardas da Amateur Athletic Union (AAU), não era um dos pré-favoritos ao ouro nos Jogos Olímpicos de Paris de 1900, favoritismo este do britânico Arthur Duffey. Nas eliminatórias, porém, ele e outro companheiro de equipe, Walter Tewksbury, igualaram o recorde mundial vigente, 10s8. Todos os três americanos inscritos se classificaram para a final. Nela, Duffey, que liderava até a metade com um metro de vantagem, rompeu um músculo e caiu, deixando a vitória para um dos três americanos. Jarvis venceu em 11s0, tornando-se o segundo campeão olímpico dos 100 m rasos.
Nos mesmos Jogos, ele competiu sem conseguir medalhas no salto triplo e no salto triplo sem impulso (não mais existente). Formou-se em Direito pela Universidade de Pittsburgh e praticou a advocacia até perto de sua morte, em 1933.